# Bârla
Bârla là một xã thuộc hạt Argeș, România. Dân số thời điểm năm 2002 là 5871 người.